# Dorolțu, Cluj
Dorolțu (în maghiară Nádasdaróc) este un sat în comuna Aghireșu din județul Cluj, Transilvania, România.

## Date geografice
Altitudinea medie: 436 m.

## Istoric
În Evul Mediu sat preponderent maghiar, aparținând domeniului latifundiar al Gilăului.

## Monumente istorice
- Biserica Reformată-Calvină (inițial romano-catolică, construită în sec. XIV-XV, din cărămidă, acoperită cu șindrilă) păstrează în interior resturi din arcadele și din frescele gotice originale. Coronamentul amvonului este din 1682. 90 de casete de tavan din lemn realizate de maestrul sas clujean Lorenz Umling cel Bătrân (1750). Picturi murale interioare de János Asztalos din Gilău.

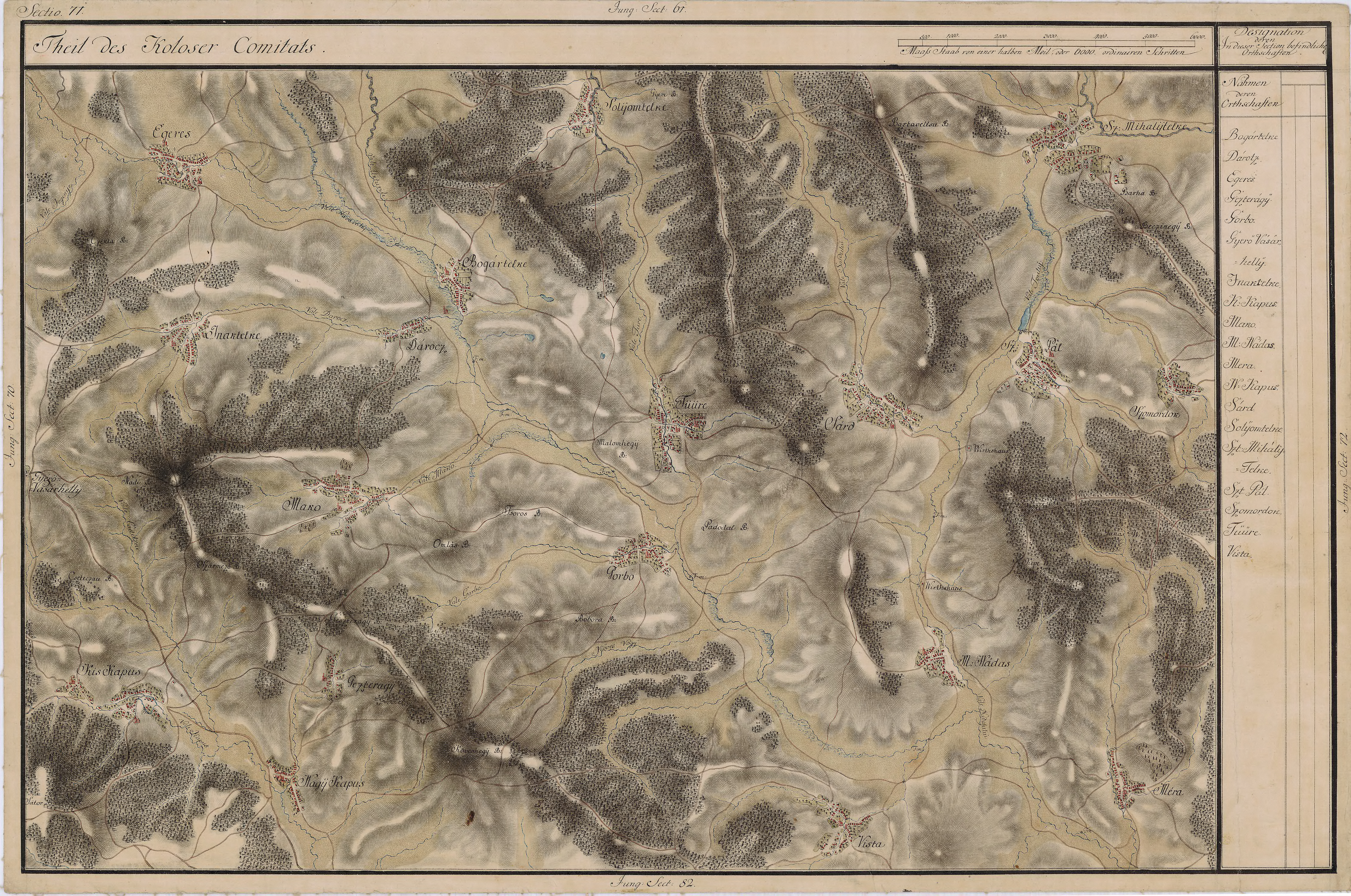
Dorolţu pe Harta Iosefină a Transilvaniei, 1769-1773

## Galerie de imagini

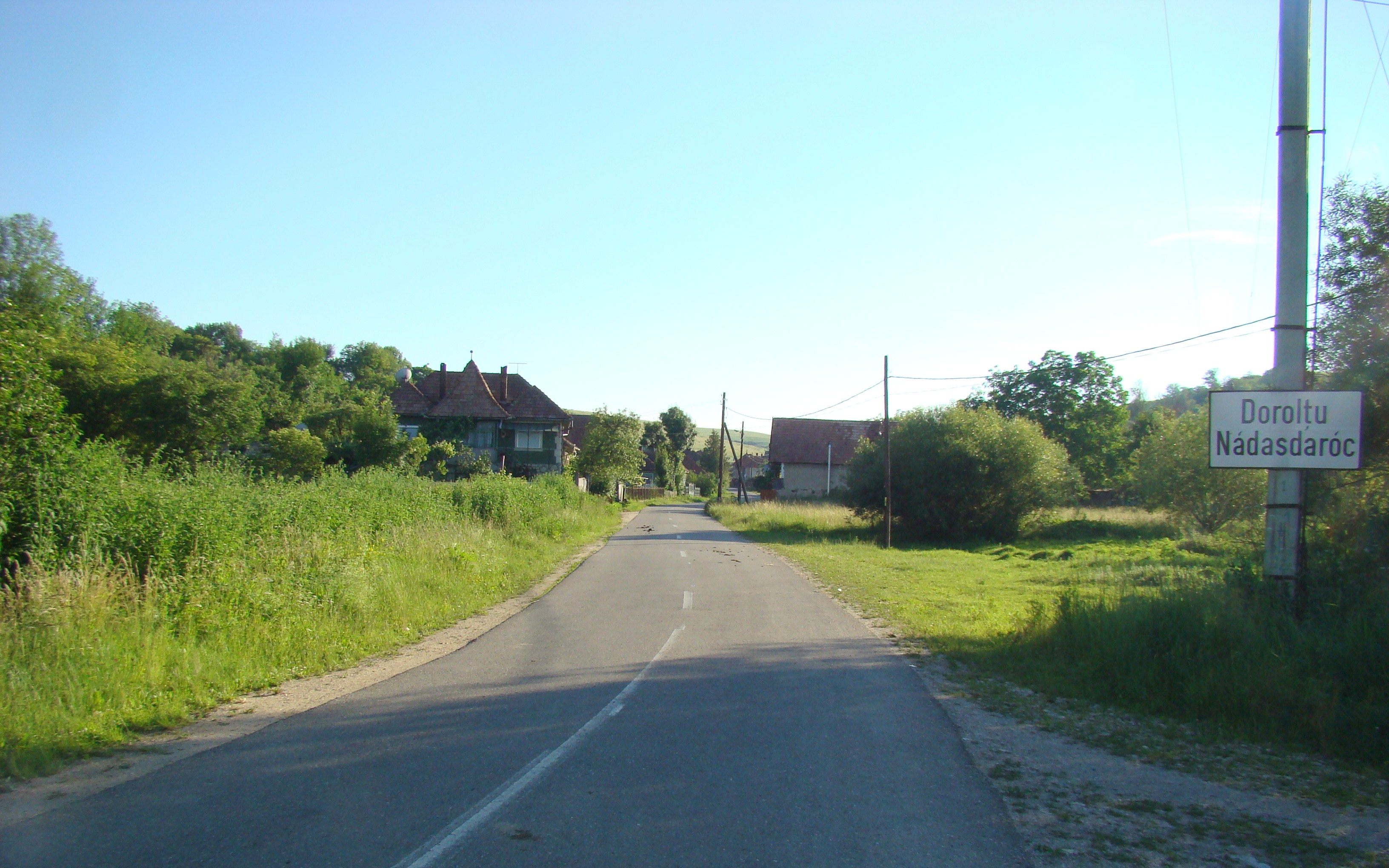
Intrarea în localitate
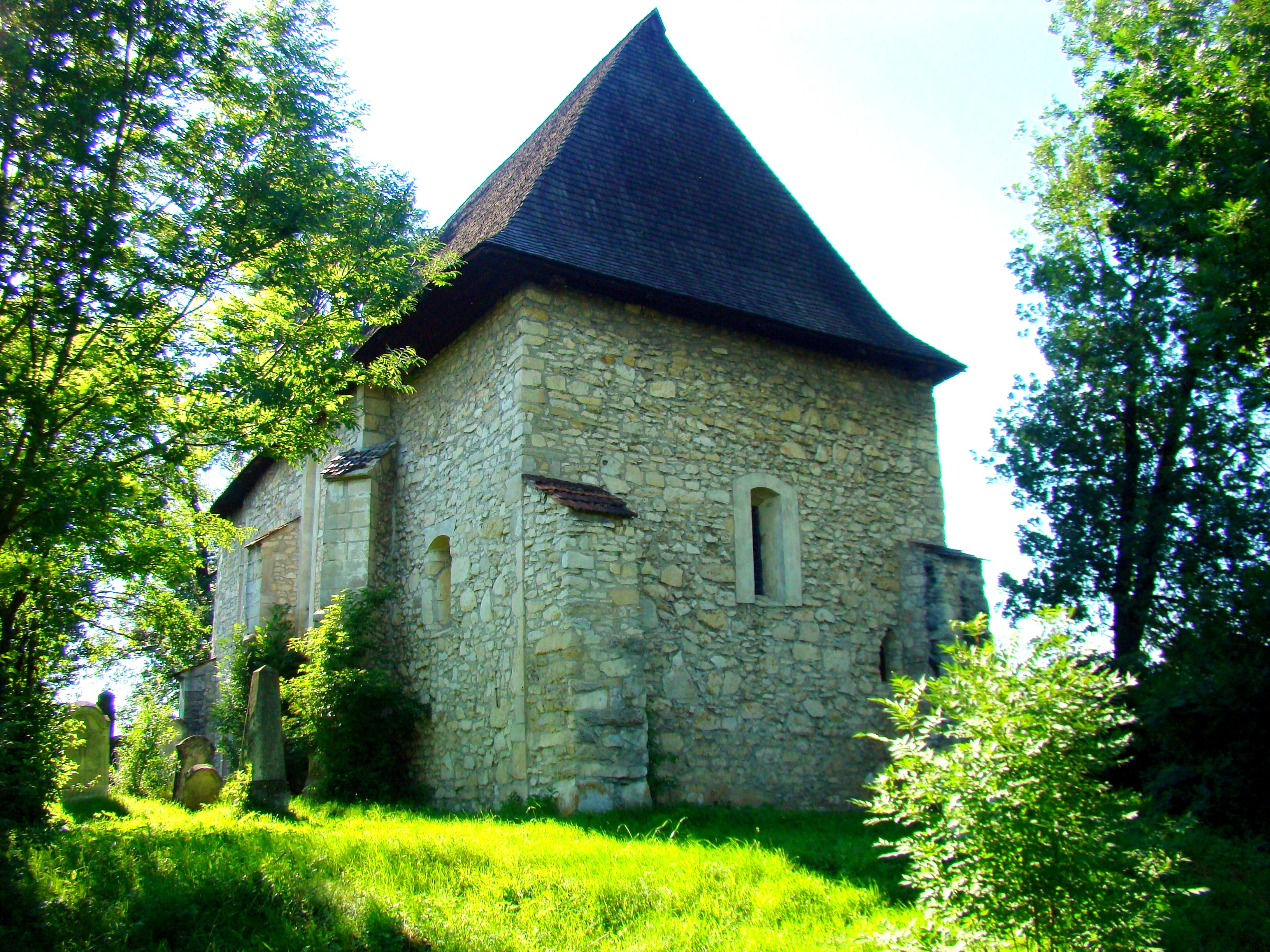
Biserica reformată din Dorolțu (monument istoric)
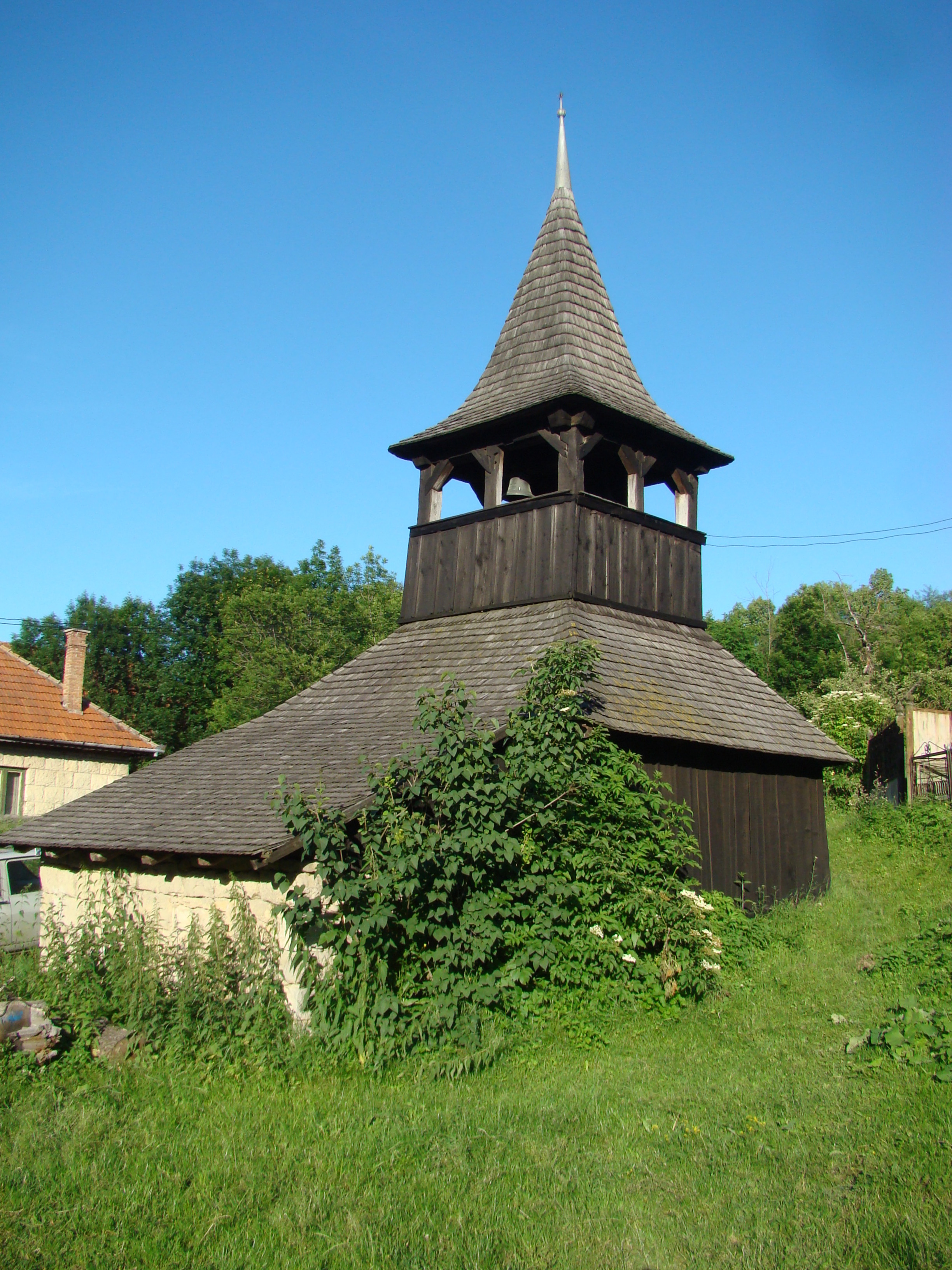
Clopotniţa bisericii reformate (monument istoric)
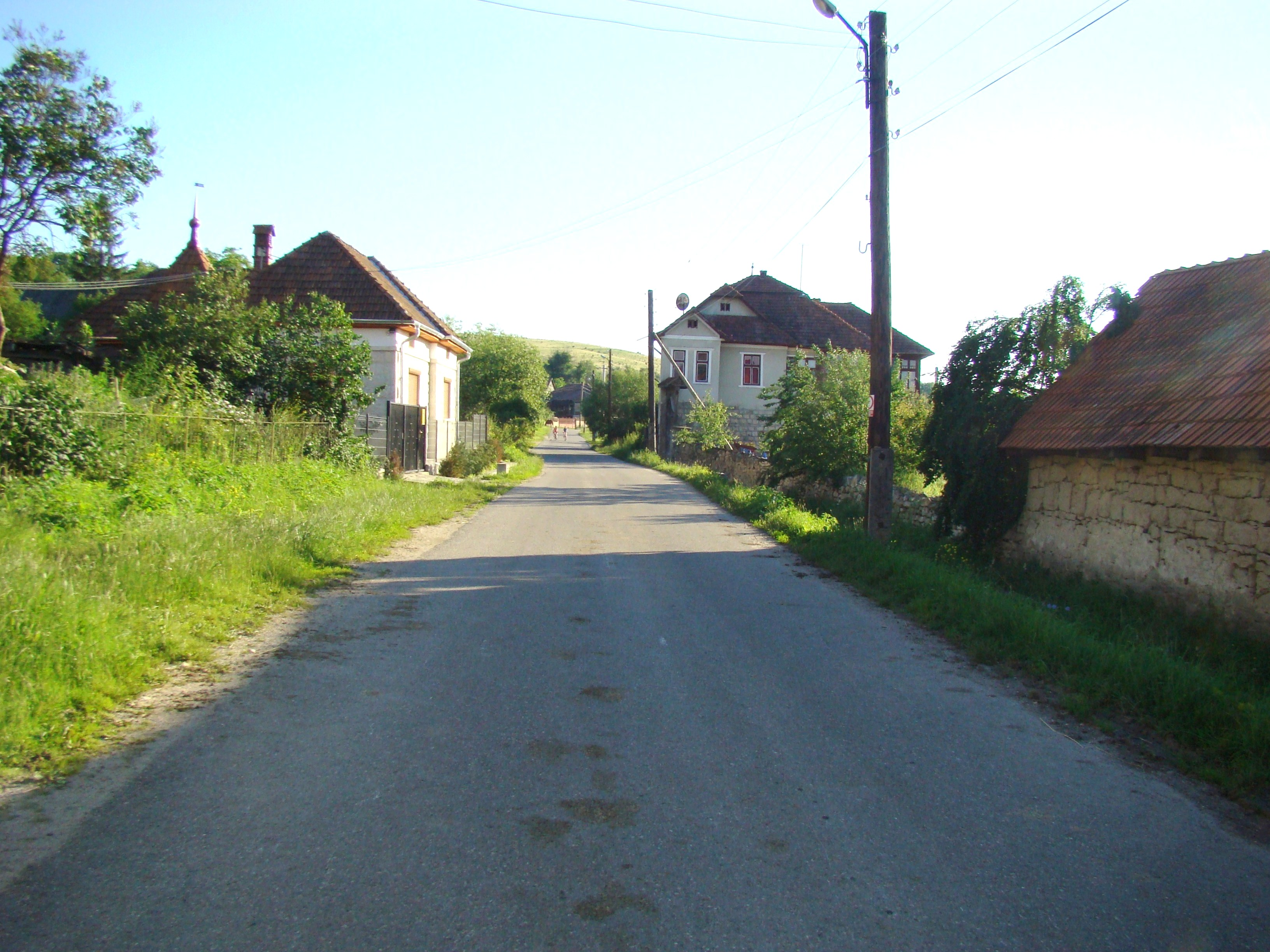
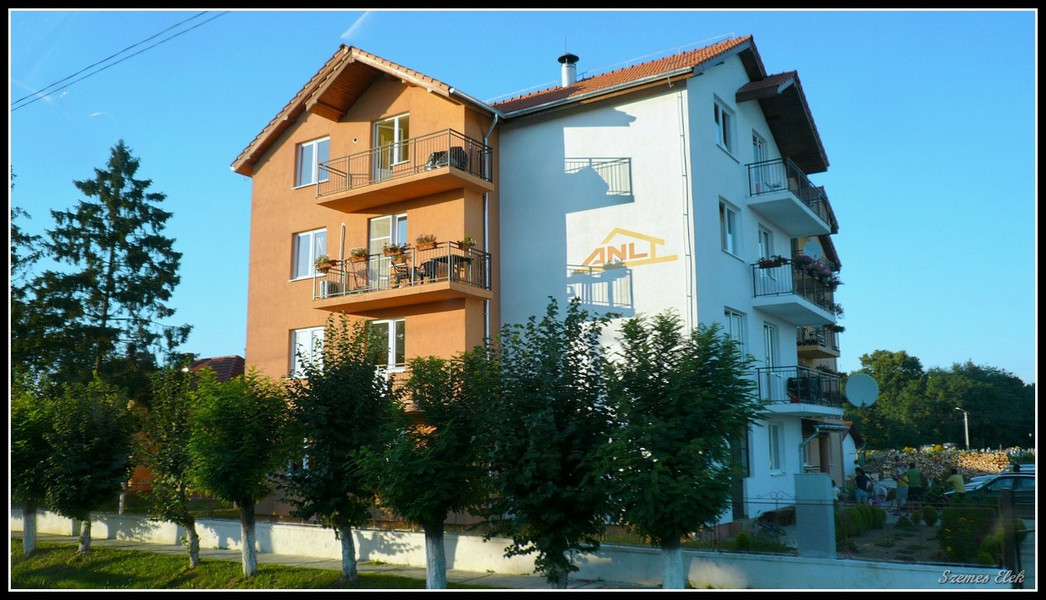
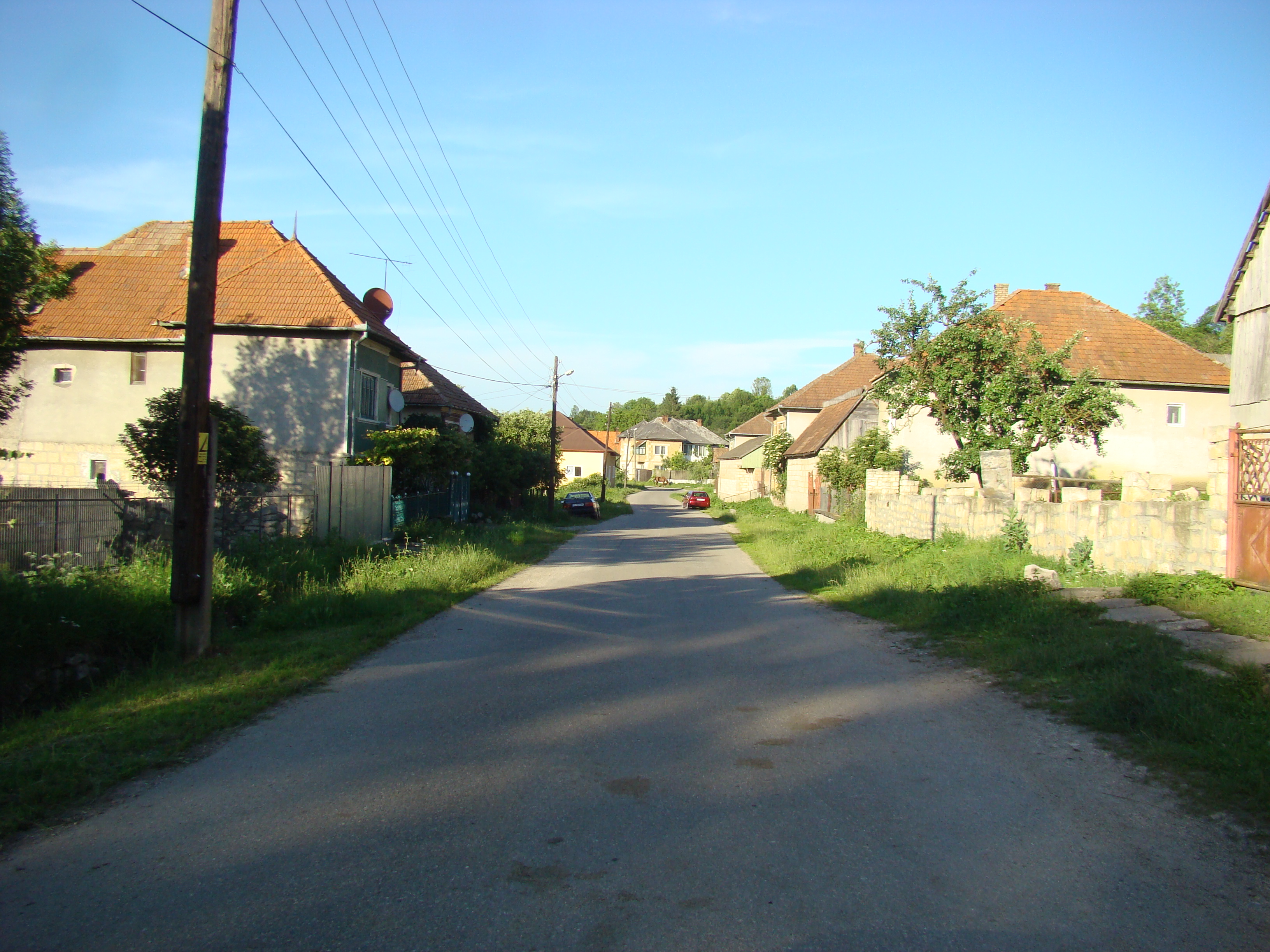
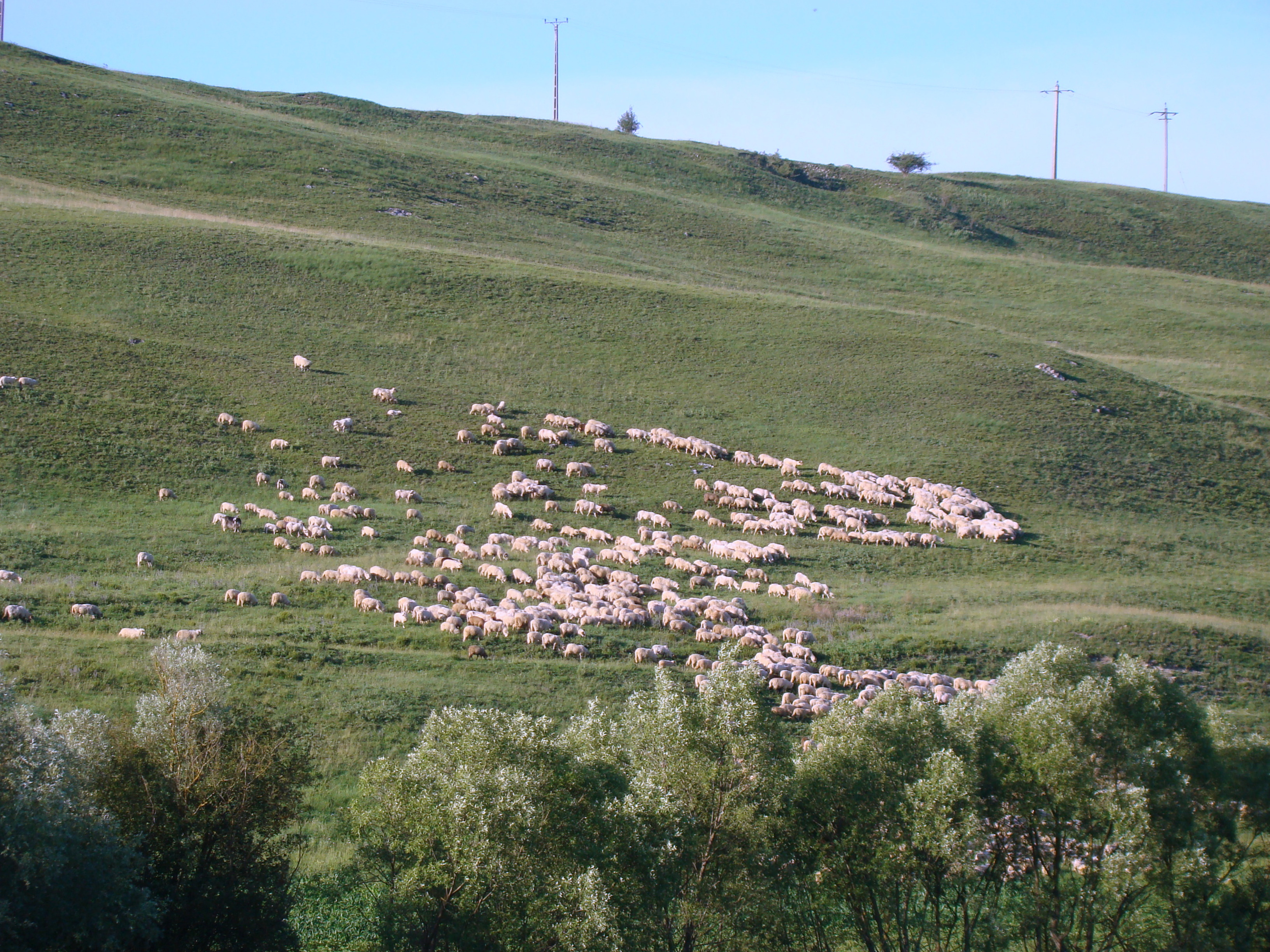
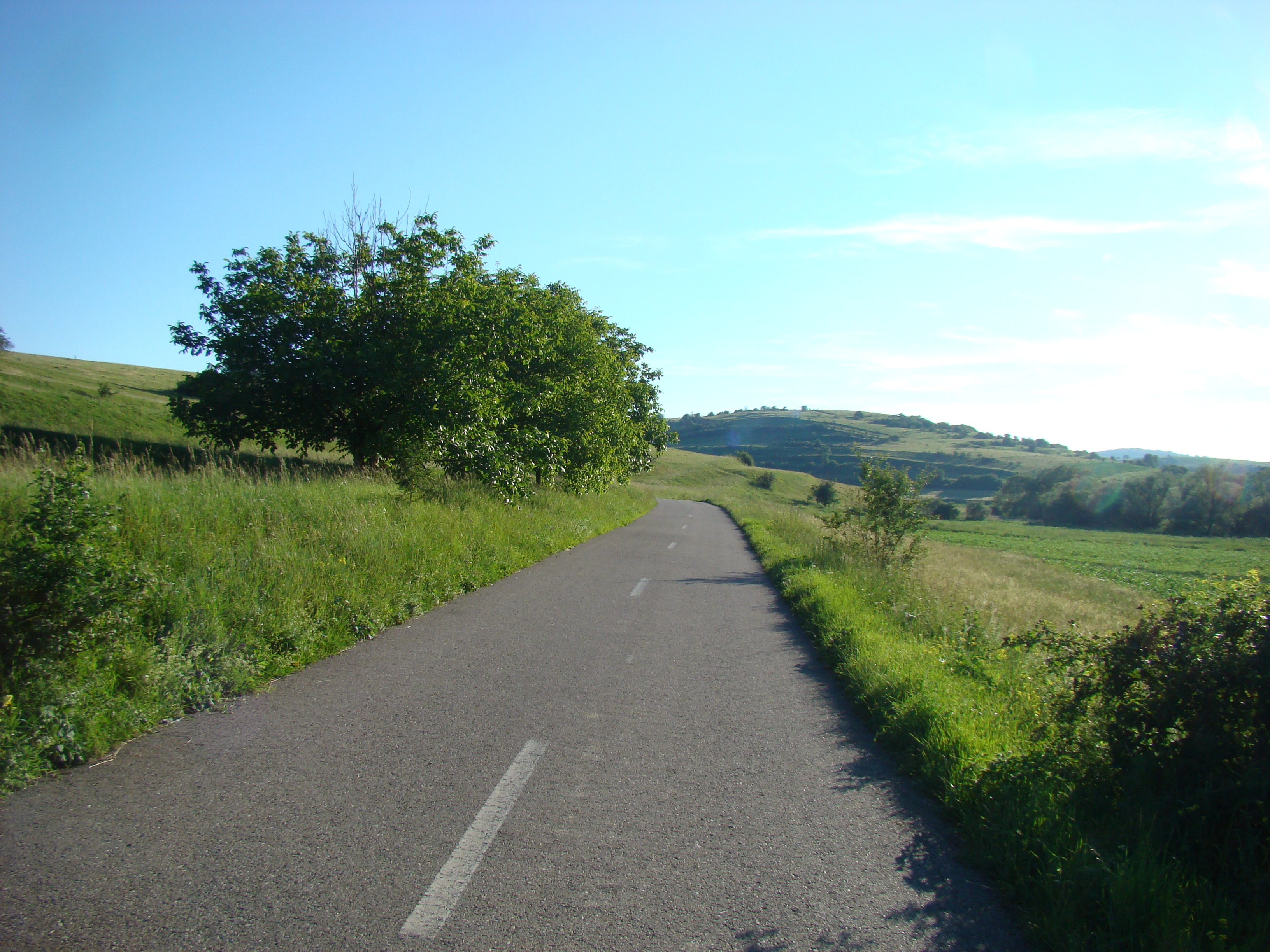
Drumul Dorolțu-Inucu